# Знам'янка-Пасажирська
Зна́м'янка-Пасажи́рська — лінійна залізнична станція Знам'янської дирекції Одеської залізниці. Розташована у місті Знам'янка Кіровоградської області, за адресою: вул. Калинова, 130.

## Історія
У 1873 році розпочався рух поїздів за напрямком Знам'янка — Миколаїв, з 1876 — у напрямку Фастова.

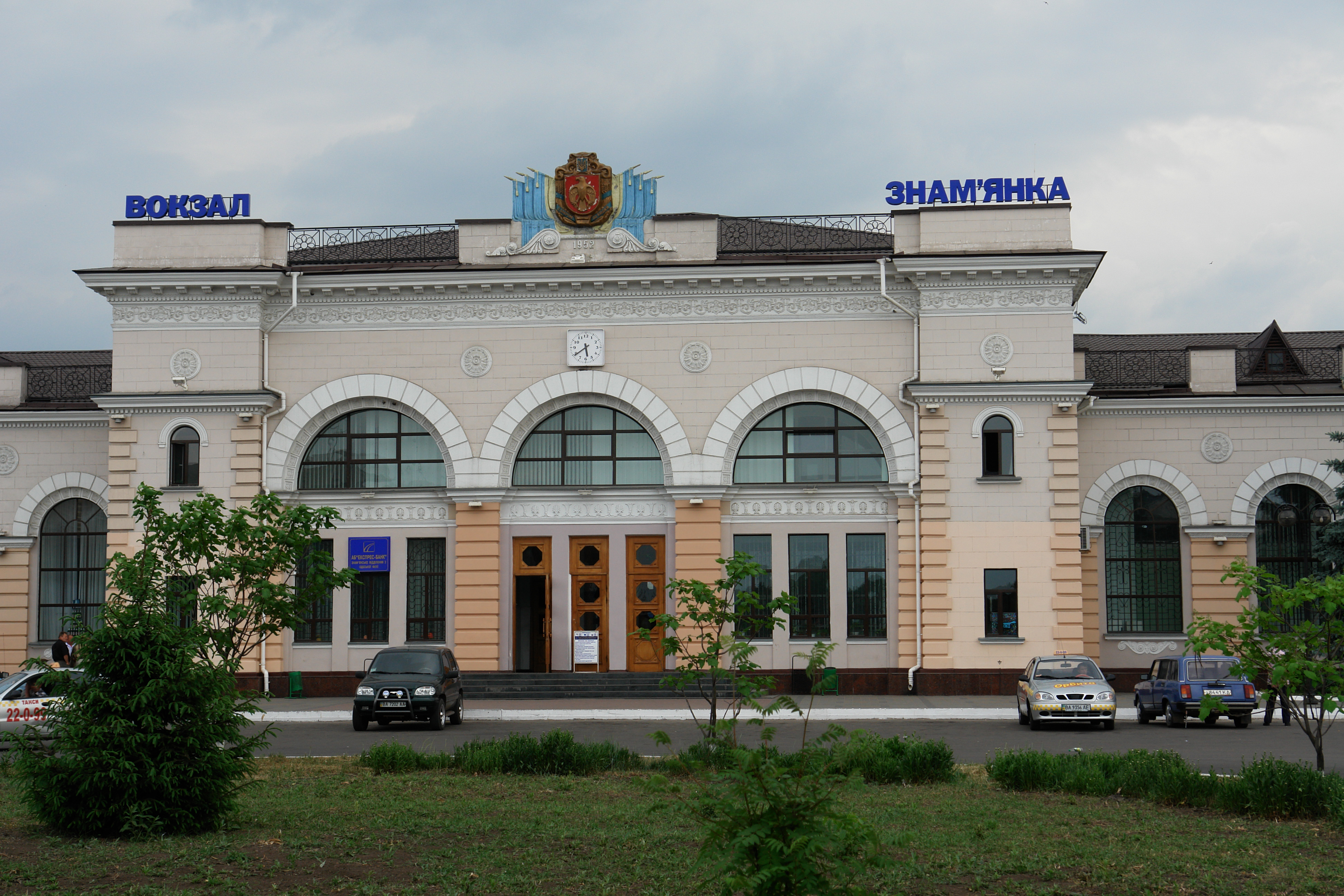
Вокзал станції Знам'янка-Пасажирська

Сучасний вокзал станції побудовано 1954 року за проєктом архітектора Геннадія Гранаткіна. У 1962 році станція електрифікована в складі дільниці Знам'янка — П'ятихатки, роком потому електрифікований Миронівський напрямок.
Нині станція Знам'янка-Пасажирська входить до складу знам'янського залізничного вузла із значним обігом транзитних поїздів.
Біля Привокзальної площі встановлено пам'ятник паровозу Еу-683-21.
18 грудня 2017 року, у рамках виконання «Програми впровадження технічних засобів безпеки руху в структурі „Укрзалізниці“ у 2014—2018 роках» працівниками регіональної філії «Одеська залізниця» АТ «Укрзалізниця» завершено комплекс робіт з будівництва та введення в дослідну експлуатацію двох приладів автоматичного контролю технічного стану ходових частин рухомого складу (АСДК-Б). Вони дають змогу покращити безпеку руху на вантажонапруженій дільниці Знам'янка — Долинська.

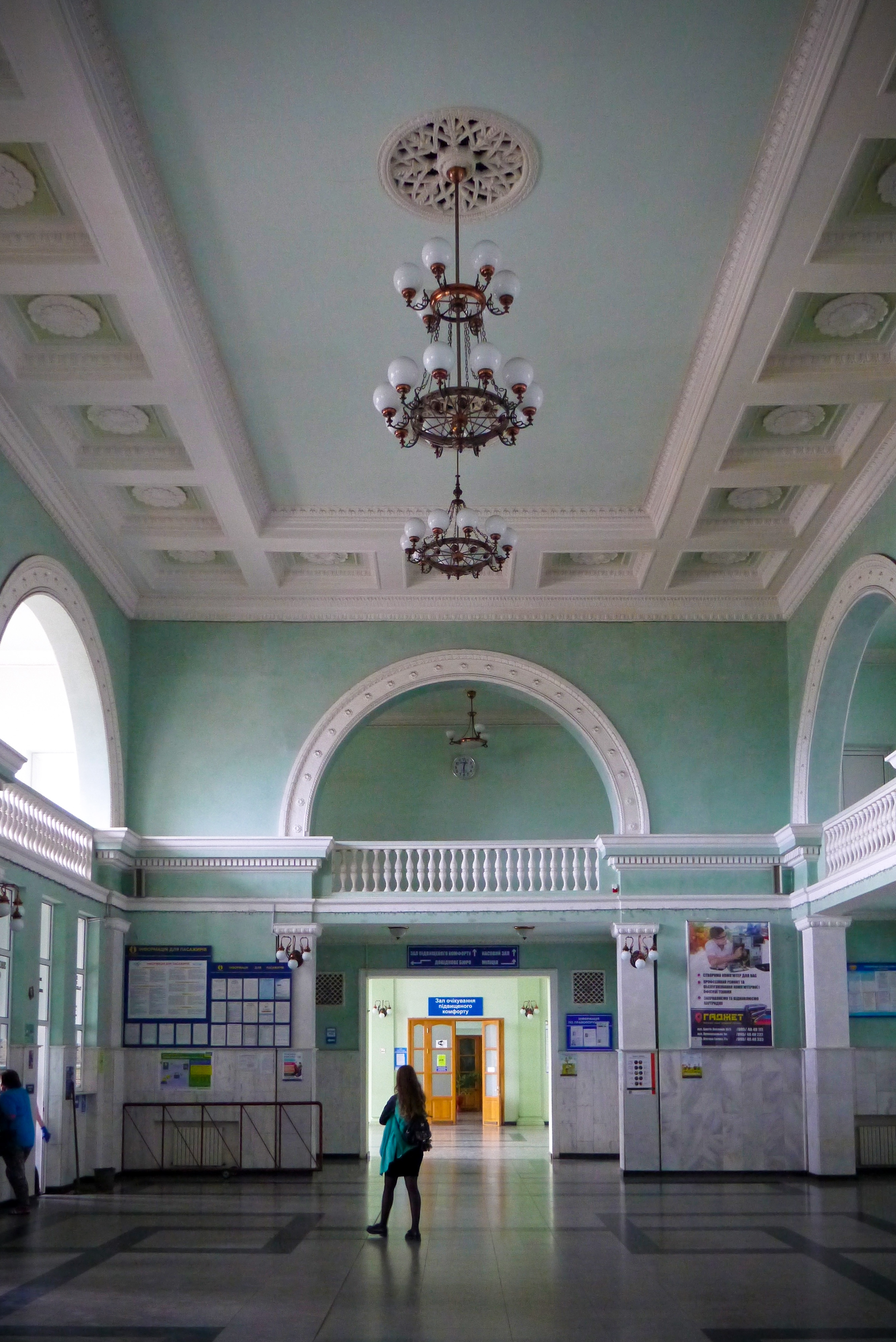
Інтер'єр залізничного вокзалу

З 28 лютого 2023 року призначені нові приміські сполучення із сусідніми регіонами:
- на маршруті Черкаси — Знам'янка призначений новий приміський поїзд № 6553/6554, для якого на станції Імені Тараса Шевченка узгоджена пересадка на приміський поїзд № 6507 Знам'янка — Миронівка;
- призначений новий приміський поїзд № 6551/6552/6335 сполученням Черкаси — Кропивницький, у зворотному напрямку поїзд курсує під № 6336 за маршрутом Кропивницький — Знам'янка.

На маршруті Цвіткове — Знам'янка відбулися такі зміни:
- приміським поїздам № 6510, 6504 Цвіткове — Знам'янка змінено маршрут руху на Миронівка — Черкаси;
- приміським поїздам № 6503, 6507 Знам'янка — Цвіткове подовжено маршрут руху до станції Миронівка[2][3].

Наприкінці квітня 2025 року на булівлі вокзалу було встановлено кілька камер спостереження задля попередження зростання злочинності.